# Merton (Wisconsin)
Merton es una villa ubicada en el condado de Waukesha en el estado estadounidense de Wisconsin. En el Censo de 2010 tenía una población de 3.346 habitantes y una densidad poblacional de 419,72 personas por km².

## Geografía
Merton se encuentra ubicada en las coordenadas 43°8′37″N 88°18′44″O / 43.14361, -88.31222. Según la Oficina del Censo de los Estados Unidos, Merton tiene una superficie total de 7.97 km², de la cual 7.78 km² corresponden a tierra firme y (2.4%) 0.19 km² es agua.

## Demografía
Según el censo de 2010, había 3.346 personas residiendo en Merton. La densidad de población era de 419,72 hab./km². De los 3.346 habitantes, Merton estaba compuesto por el 95.49% blancos, el 0.66% eran afroamericanos, el 0.3% eran amerindios, el 1.49% eran asiáticos, el 0.09% eran isleños del Pacífico, el 0.63% eran de otras razas y el 1.34% pertenecían a dos o más razas. Del total de la población el 2.15% eran hispanos o latinos de cualquier raza.